# Aeolocosma
Aeolocosma is een geslacht van vlinders van de familie sikkelmotten (Oecophoridae), uit de onderfamilie Hypertrophinae.

## Soorten
- A. abditella (Walker, 1863)
- A. cycloxantha Meyrick, 1906
- A. iridozona Meyrick, 1880